# 雑多県
雑多県（ざった-けん、ザトェ・ゾン, rdza stod rdzong）は中華人民共和国青海省玉樹チベット族自治州に位置する県。

## 行政区画
- 鎮:薩呼騰鎮
- 郷:昂賽郷、結多郷、阿多郷、蘇魯郷、査旦郷、莫雲郷、扎青郷